# 國泰建設
國泰建設，簡稱國建，是臺灣首家股票上市的建設公司，為霖園集團成員之一。

## 歷史沿革

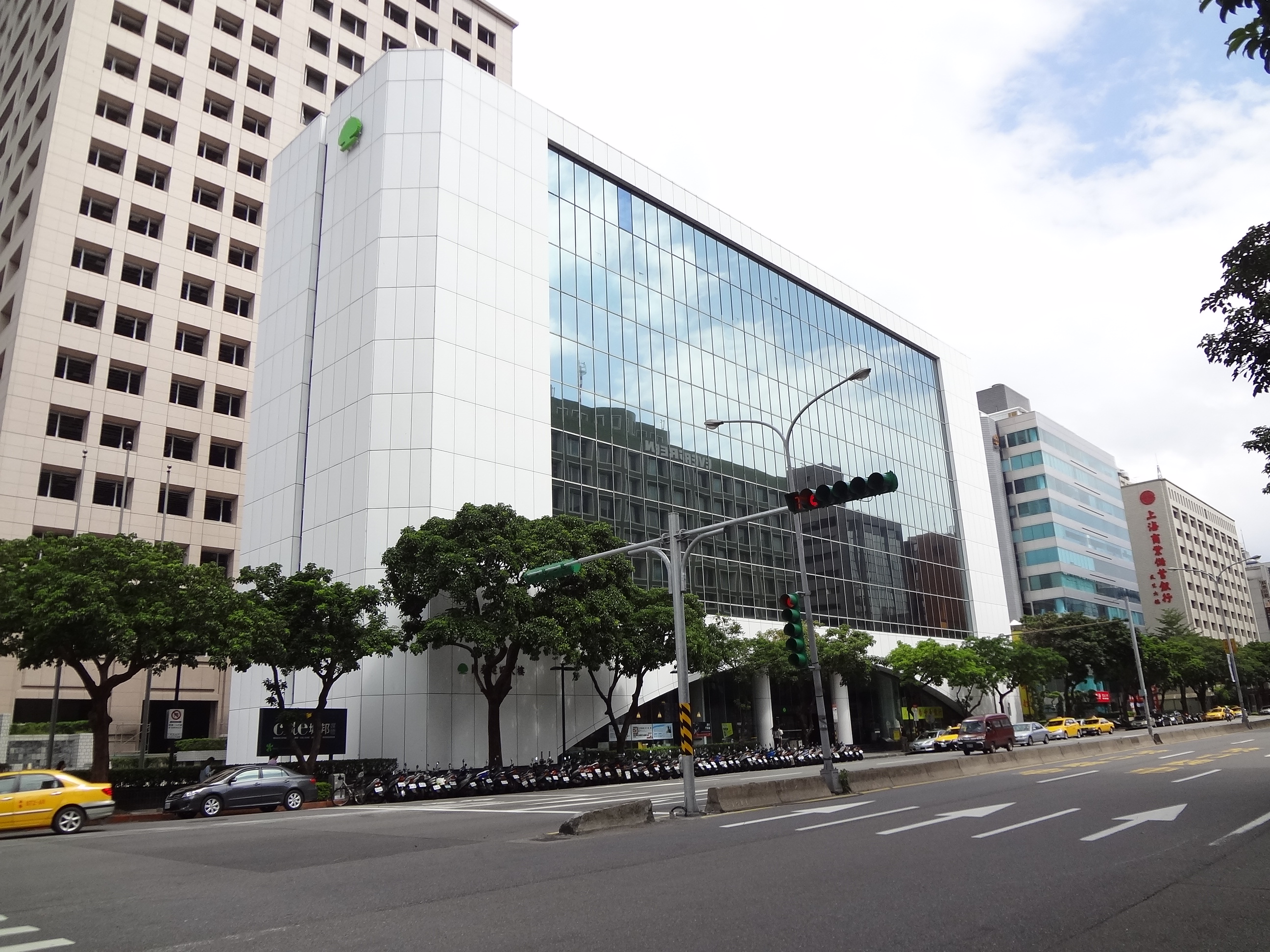
臺北市中山區民生東路二段「國泰建設大樓」，原國泰建設總部

1964年6月1日，蔡萬春、蔡萬霖等人開始籌劃成立國泰建設。1964年9月14日，國泰建設於臺北市城中區衡陽路臺北市第十信用合作社三樓禮堂舉行成立大會。1964年9月16日，國泰建設召開第一次董監事聯席會，選出首任董事長蔡萬春、首任總經理蔡萬霖。1964年12月1日，國泰建設取得中華民國經濟部公司執照，於臺北市城中區南陽街90號二樓（國泰大樓）開幕。1965年2月27日，國泰建設召開第一屆股東常會，股東人數723人。:16

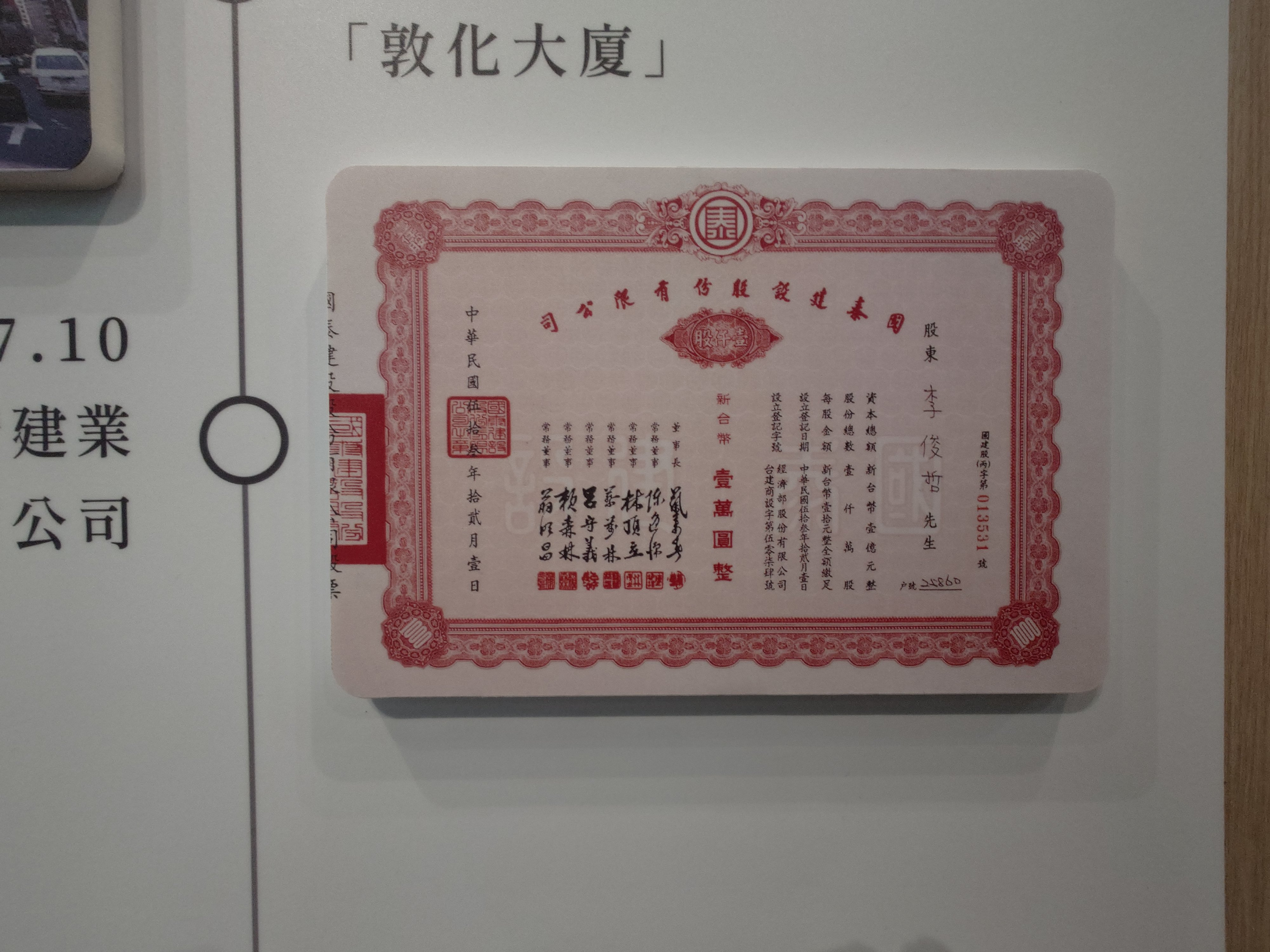
1964年，國泰建設股票

1973年10月10日，蔡萬春與蔡萬霖捐資興建的福安育幼院與福安紀念堂落成，福安育幼院全部膳宿、服裝及教育費用均由院方負擔。1974年10月，國泰建設調整建案銷售價格並退款給客戶，首創「退款通知書」。

## 歷史性建案
國泰建設在臺北市推出的建案，主要集中在民生東路、仁愛路、建國北路。

### 首座建案

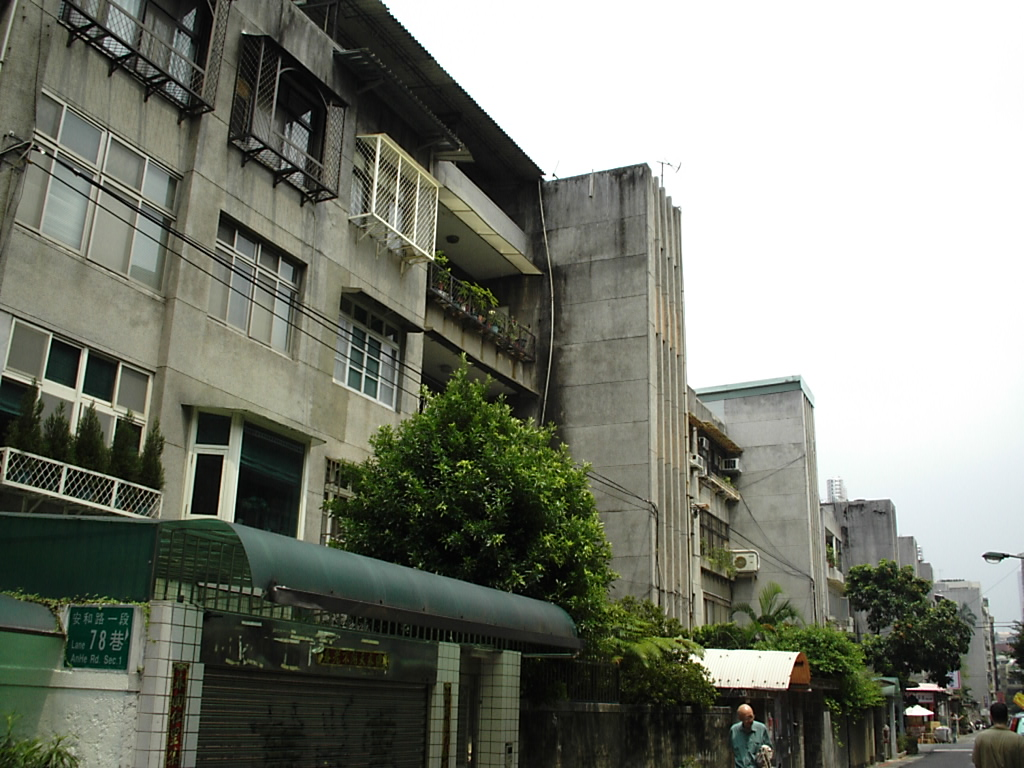
國泰建設早期推出的國泰信義公寓

1964年12月，國泰建設於臺北市推出第一個建案「國泰信義公寓」，當時敦化南路仍未開闢，公寓出入均由八德路（今四維路）:20。

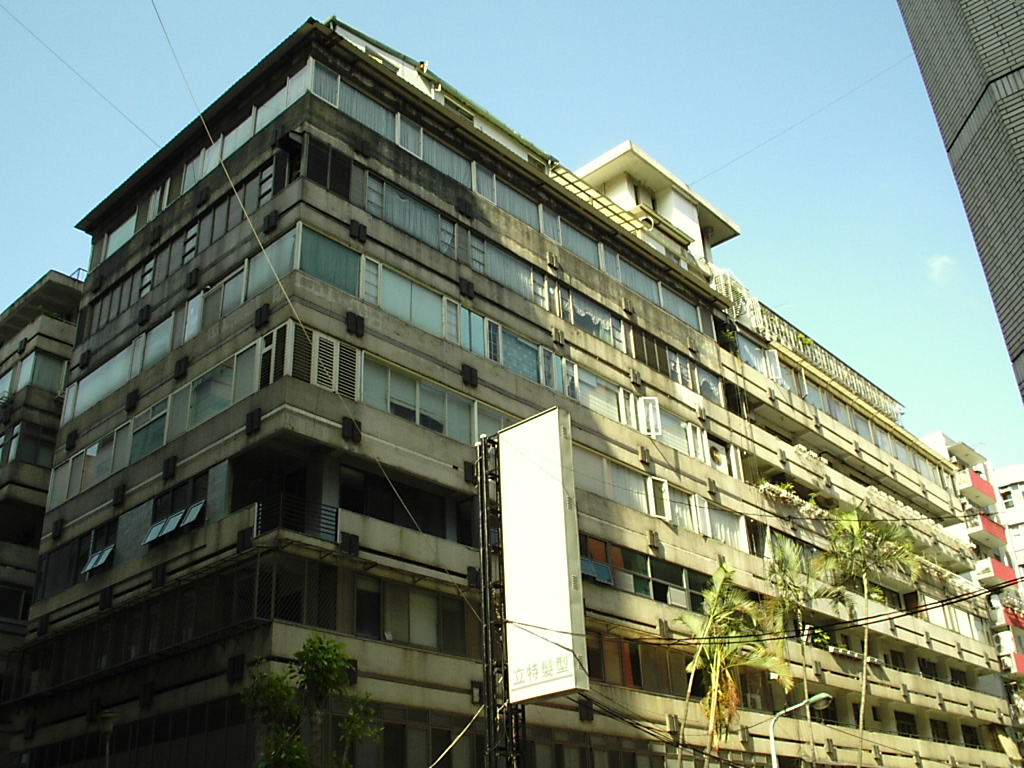
敦化大廈，位於臺北市敦化南路一段187巷

1965年3月，國泰建設於臺北市敦化南路與忠孝東路交叉口推出第一棟雙併電梯大廈「敦化大廈」，平均售價每坪新臺幣7900元。

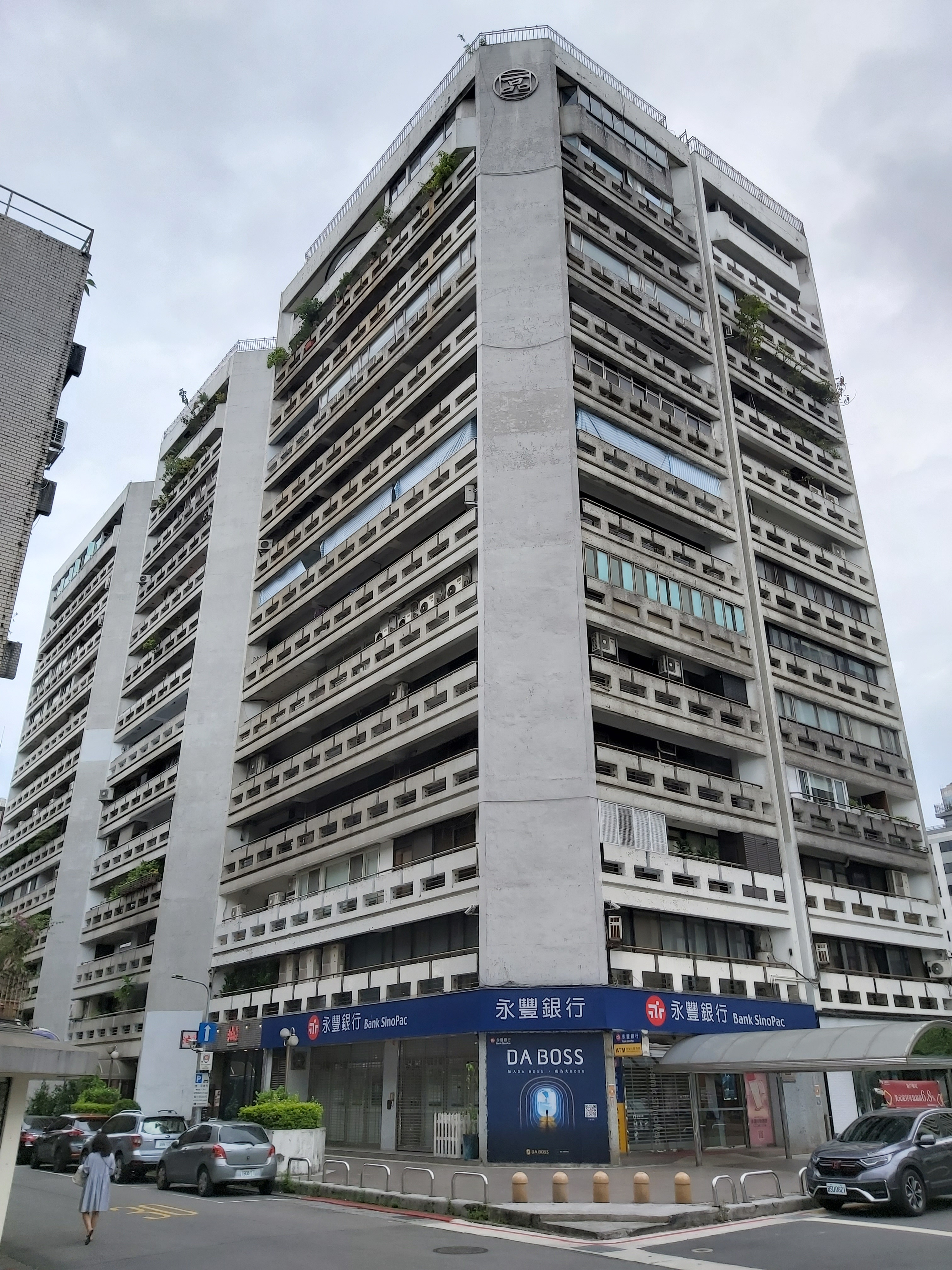
一品大廈，位於臺北市敦化南路一段236巷

1966年7月，國泰建設於臺北市中正路與長安東路尾巷內興建每戶37坪的長安別墅，後來地址改為八德路二段437巷。:286:262

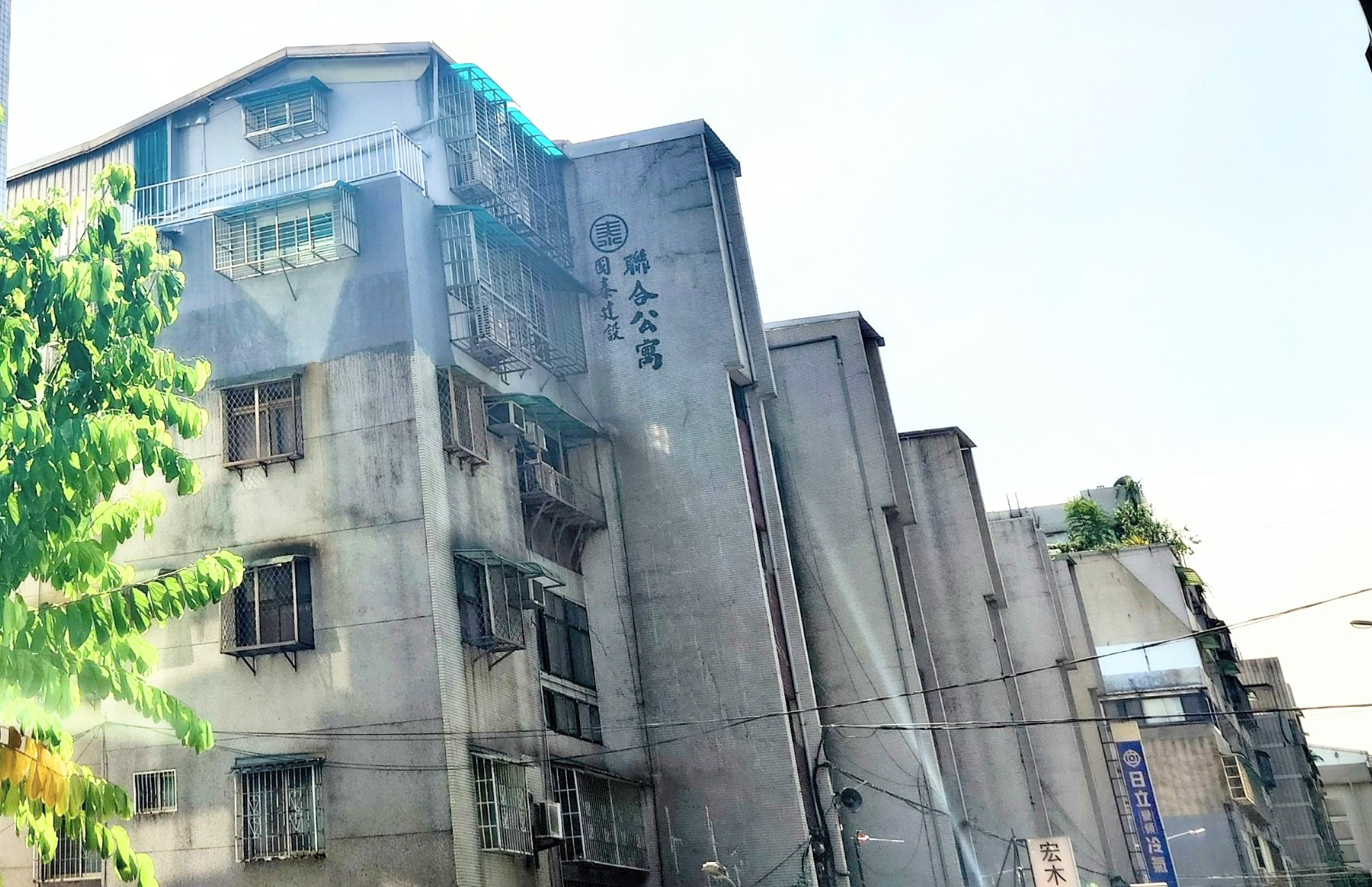
國泰建設於松山新聚里興建之聯合公寓

### 五分埔社區
臺北市五分埔社區是國泰建設首次在大片土地上興建公寓，自1967年起至1978年止，陸續興建國泰新邨、國泰二邨、國泰三邨、國泰五邨、國泰六邨、永吉社區、永吉新邨等公寓，共3199戶住宅單位，分布於五分埔地區的永吉路、虎林街、福德街、林口街、忠孝東路五段等。:285

### 環翠天廈
1993年，國泰建設在臺北縣汐止鎮起造「國泰環翠天廈」，是國建首度起造的高層建築。環翠天廈為四棟23層至26層之集合住宅，高度為89.85公尺:84。

### 國泰格局
國泰格局指國泰建設建案長久以來設計的戶型，多為三房兩廳兩衛（或一衛）。整體格局接近正方形，前後各有一座陽臺，前後均有採光。客廳一面是正門兼落地窗，另兩面是互相平行的電視牆與沙發牆，另一面為餐廳。餐廳恰好為三個房間、衛浴與廚房的交匯處。主臥室位於客廳沙發牆或電視牆後方，從正門看不見主臥室的房門，其餘房間位於戶型後部，三個房間都能通風採光。此格局頗受歡迎，並且演變為臺灣房屋交易市場的術語，如此的格局皆稱為國泰格局。

### 臺日合作
自2018年起，國泰建設與日商三井不動產合資進行住宅開發案，陸續推出台南UNi PARK、新北中和與三重建案合作，並在高雄鳳山LaLaport打造南臺灣純日系休閒購物中心。
國泰建設與日商三井不動產合作案：
- 2018 敦化北路飯店案（預計2026年開幕）[4]
- 2020 台南UNi PARK住宅合作案（2021/3推出，預計2025完工）[5]
- 2020 新北中和板南住宅合作國泰META PARK，預計2022年下半年推出[6]
- 2021 新北三重住宅合作 RiVER PARK案（於2024上半年推出）[7]
- 2022 高雄鳳山LaLaport日系休閒購物中心（預計2026年開幕）[8]
- 2024 中和國泰META PARK一期幾近完銷，推出二期METRO PARK[9]

## 當代代表性建築案場

### 台北市
國泰天母
國泰築綠
國泰沐善
國泰昕春
國泰華威豐年國泰蒔美

#### 南港
國泰悠陽
國泰悠境

#### 北士科重劃區
國泰雍萃

### 新北市
國泰一品
國泰新莊園
國泰金城
國泰雙璽
國泰朋
國泰田
國泰上城
國泰豐格
國泰悅
國泰豐和
國泰豐碩
國泰民樂
RiVER PARK

#### 中和區
國泰META PARK
國泰METRO PARK

#### 三重仁義重劃區
國泰和河

### 桃園市
國泰水秀
國泰賦都
國泰巴黎花都

#### 小檜溪重劃區
國泰川青
國泰溪境

### 新竹市
國泰TWIN PARK
國泰禾
荷蘭村

### 台中市
國泰雅苑
美術觀道
森林觀道
森林苑
御博苑
綠博苑
頤湖苑
國泰MOST+
國泰Plus+
國泰Mega+
國泰美禾
國泰仰薈
國泰蒔萃

#### 七期重劃區
府會園道
國泰璞匯
國泰層峰
國泰The Park
國泰森林薈

### 台南市
上品硯
文林硯
文海硯
文府硯
UNi PARK

### 高雄市
國泰YOO
國泰R13
國泰Double A
國泰聚
國泰O2
國泰頤河

## 得獎紀錄

### 2012年
- - 「國泰一品」、「美術觀道」榮獲「最佳施工品質類金質獎」
  - 「國泰雙璽」、「國泰璞匯」榮獲「最佳規劃設計類金質獎」
  - 「仁愛築綠」榮獲「施工品質類金質首獎」
  - 「YOO馥建築」榮獲「規劃設計類金質獎」
  - 「瑞安璞石」榮獲「優良施工品質類金石獎及金石首獎」
  - 「國泰天母」榮獲「優良規劃設計類金石獎」

### 2013年
- - 「國泰賦格」榮獲「最佳施工品質類金質獎」
  - 「森林觀道」榮獲「最佳施工品質類特別獎」
  - 「國泰TWIN PARK」榮獲「最佳規劃設計類卓越獎」
  - 「頤湖苑」榮獲「優良規劃設計類」「中華建築金質首獎」

### 2014年
- 「國泰層峰」、「文海硯」國家卓越建設規劃設計類住宅類金質獎
- 「國泰金城」2014年優良規劃設計類金石獎
- 「文林硯」2014年規劃設計類金質獎全國首獎
- 「國泰新莊園」2014年優良施工品質類金石首獎
- 經營績效傑出企業獎中華徵信所評選2014 TOP 5000企業經營績效傑出企業獎

### 2015年
- 管理雜誌（封面故事）─2015年台灣全區消費者心目中建設公司理想品牌調查排行榜第三名
- 企業社會責任（CSR）─2015獲得TOP50 企業永續報告金獎

## 關係企業

### 國泰金融集團
- 國泰人壽
- 國泰世華商業銀行
- 國泰世紀產物保險
- 國泰綜合證券
- 國泰創投
- 國泰投信

### 國泰地產集團
- 國泰建經
- 國泰健康管理
- 國泰飯店觀光事業
- 三井工程
- 霖園管理維護
- 華泰名品城

### 國泰資訊集團
- 神坊資訊

### 國泰公益集團
- 國泰綜合醫院
- 國泰慈善基金會
- 國泰世華銀行文化慈善基金會
- 國泰建設文教基金會

## 外部連結
- 國泰建設*（页面存档备份，存于）
- 三井工程（页面存档备份，存于）